# Marian Wilimowski
Marian Wilimowski (ur. 1924 w Katowicach, zm. 25 marca 2013 we Wrocławiu) – polski farmakolog, profesor nauk medycznych. W latach 1981–1987 rektor Akademii Medycznej we Wrocławiu. Kierował Katedrą i Zakładem Farmakologii tej uczelni.
Wydział Lekarski Akademii Medycznej we Wrocławiu ukończył w 1950 r. W 1960 uzyskał stopień doktora medycyny, habilitowany w 1963, profesorem nadzwyczajnym mianowany w 1976, profesorem zwyczajnym w 1993 r. Odznaczenia: Krzyż Kawalerski Orderu Odrodzenia Polski, Krzyż Oficerski Orderu Odrodzenia Polski (1995), Złoty Krzyż Zasługi.
Jego ojcem był Maksymilian Wilimowski – lekarz chirurg, doktor medycyny, działacz narodowy na Górnym Śląsku.